# Koishikawa
Koishikawa (小石川?) è un distretto di Bunkyō, Tokyo. Consiste di cinque sotto-aree, 1-5 (1 ~ 5 chome). Si trova nelle vicinanze dei due giardini molto noti: il Giardino botanico di Koishikawa (collegato all'Università di Tokyo) a Hakusan e il Giardino botanico di Koishikawa-Korakuen a Korakuen.

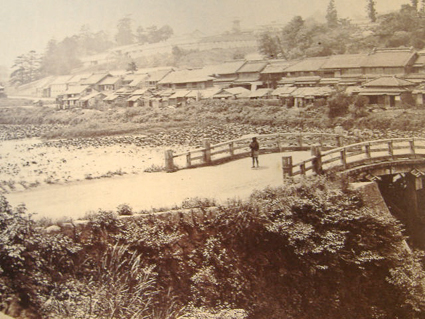
Vista del XIX secolo di Koishikawa ("東京小石川遠景").

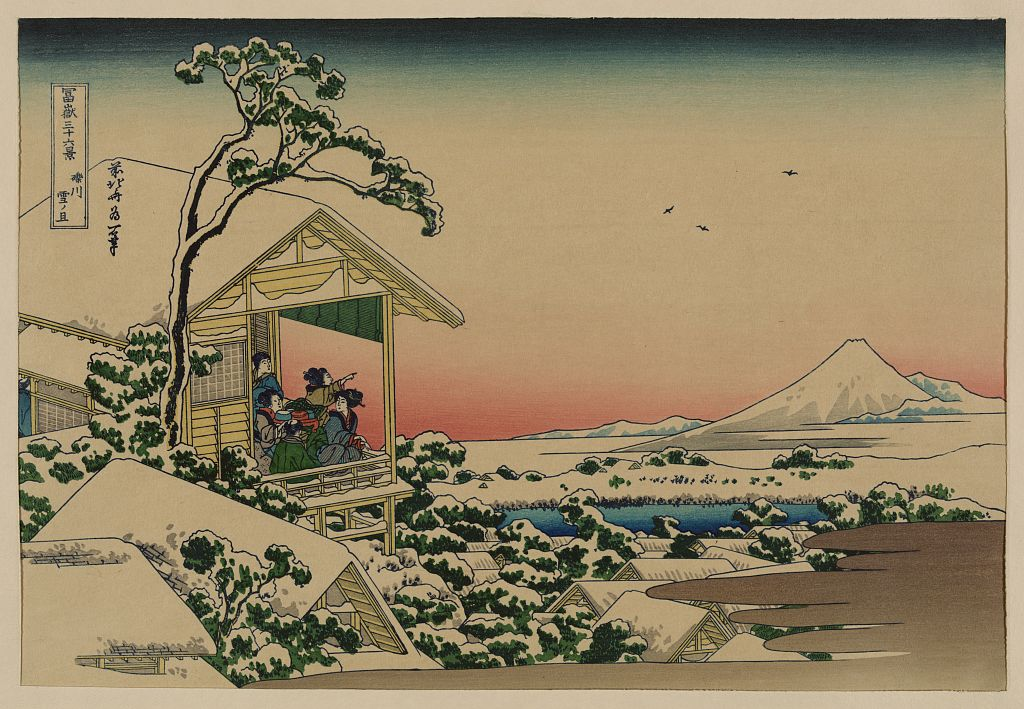
Hokusai

Le stazioni ferroviarie per accedere a questa località sono la Stazione di Hakusan (白山駅?, Hakusan-eki), Stazione di Kōrakuen (後楽園駅?, Kōrakuen-eki), e Stazione di Myōgadani.
L'arsenale di Koishikawa era un'importante installazione militare durante l'era Meiji.

## Educazione
Bunkyō gestisce le scuole elementari e medie pubbliche locali.
La scuola superiore di Koishikawa è gestita dal consiglio di amministrazione del governo metropolitano di Tokyo.